# Sphegoclytus stepanovi
Sphegoclytus stepanovi là một loài bọ cánh cứng trong họ Cerambycidae.